# إكرام من يعيش بتحريم الخمر والحشيش (كتاب)
إكرام من يعيش بتحريم الخمر والحشيش، هو كتاب من تأليف الشيخ شهاب الدين أحمد بن عماد الأقفهسي، وهو من علماء الشافعية في القرن الثامن الهجري، ويعرف بابن عماد، ونسبته إلى (أقفهس) أو (أقفهاس)، وهي بلدة من أعمال البهنسا تقع في مصر، ولقد سكن القاهرة، وهو من العارفين بالفقه وعلوم الشريعة، وهو والد محمد الفقيه المعروف بابن عماد الأقفهسي، المتوفي سنة 867 هـ، ولقد قرأ علوم الشريعة على شيوخ الإسلام، جمال الدين الإسنوي (شيخ الشافعية)، والسراج البلقيني، وابن صائغ الحنفي وغيرهم.
يتناول الكتاب موضوع الخمر والحشيش وأحكام تحريمها وفق منظور الشريعة الإسلامية، ويحوي نصائح قيمة تنفع المبتلين بهذه البلية.